# Greatest Hits (Björk-album)
Björk Greatest Hits című válogatás lemeze 2002-ben jelent meg.

## Számok
1. "All Is Full of Love" (Björk) – 4:46
2. "Hyper-ballad" (Björk) – 5:23
3. "Human Behaviour" (Björk/Nellee Hooper) – 4:13
4. "Jóga" (Björk/Sjón) – 5:04
5. "Bachelorette" (Björk/Sjón) – 5:17
6. "Army of Me" (Björk/Graham Massey) – 3:56
7. "Pagan Poetry" (Björk) – 5:14
8. "Big Time Sensuality" (Björk/Nellee Hooper) – 4:56
9. "Venus as a Boy" (Björk) – 4:41
10. "Hunter" (Björk) – 4:15
11. "Hidden Place" (Björk/Guy Sigsworth/Mark Bell) – 5:28
12. "Isobel" – (Björk/Nellee Hooper/Marius de Vries/Sjón) 5:48
13. "Possibly Maybe" (Björk/Nellee Hooper/Marius de Vries) – 5:07
14. "Play Dead" (Björk/David Arnold/Jah Wobble) – 3:57
15. "It's in Our Hands" (Björk) – 4:14